# Проспект Фрунзе (Томск)
Проспе́кт Фру́нзе — одна из самых длинных в Томске улиц — её длина равна 4,07 километра. Начинается у проспекта Ленина, идёт практически прямо на восток и заканчивается пересечением с улицей Елизаровых. По проспекту проходят маршруты троллейбусов № 2 и 6. Проспект соединяет центр Томска с районам в восточной части города, в том числе Академгородком и Солнечной Долиной.
Движение на проспекте двустороннее, по две полосы на каждую сторону. В начале проспекта, до перекрёстка с улицей Крылова движение по проспекту одностороннее — на восток. В обратном направлении движение разрешено только общественному транспорту, а остальные автомобили должны поворачивать на улицу Крылова, разгружая таким образом проспект Ленина на участке с интенсивным движением транспорта.
В связи с тем, что 85-й градус восточной долготы проходит посередине улицы Льва Толстого, упирающуюся в проспект Фрунзе, то часть проспекта находится в 84 градусе, а меньшая часть — в 85-м[значимость факта?].

## Другие названия
До 26 мая 1926 года проспект назывался Нечаевской улицей (это название было дано примерно в 1867 году по фамилии одного из домовладельцев — купца 2-й гильдии Николая Андреевича Нечаева).
Современное название дано в честь советского военачальника М. В. Фрунзе, по распространённой в советские времена не только в Томске традиции (например, в Томске есть проспект Ленина, улица Розы Люксембург, улица Карла Маркса, названные в честь деятелей, которые даже не посещали Томск).

## Известные здания и организации

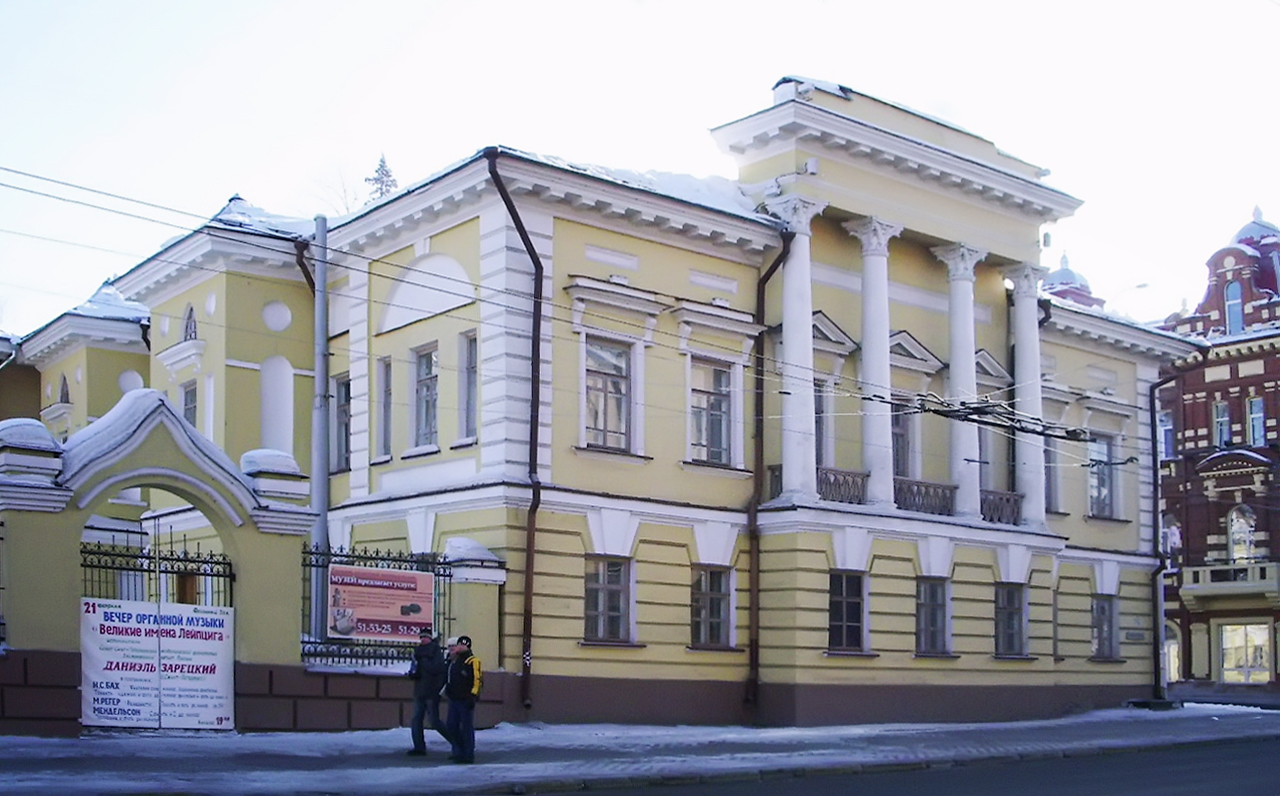
Особняк И. Д. Асташева

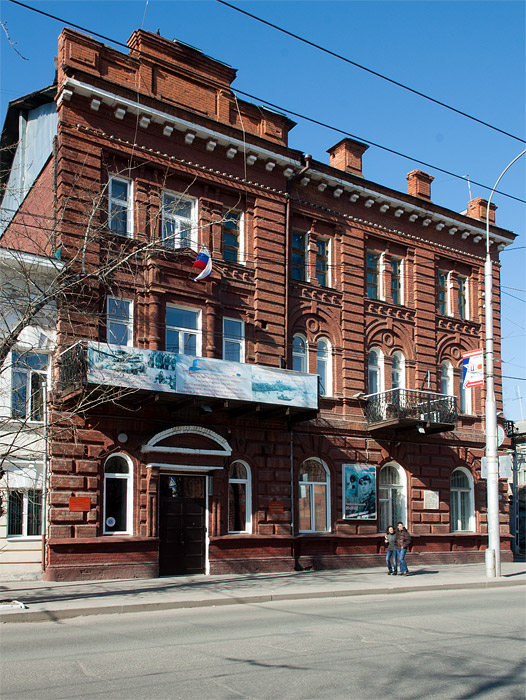
проспект Фрунзе, д. 6

Угол с проспектом Ленина — бывшее имение И. Д. Асташева (1838—1842, типовой проект В. П. Стасова, постройка под наблюдением А. П. Деева). С 1878 года здесь располагалось духовное ведомство, резиденция томских архиереев. Ныне здесь Томский областной краеведческий музей (занявший бывшее имение в 1920 году) и органный зал Томской филармонии.
д. 1 — здание бывшего торгового дома «Кухтерин и сыновья» (начало XX века, архитектор К. К. Лыгин). Ныне здесь — мэрия города Томска.
На углу с нынешней улицей Советской располагалась гостиница «Россия» (дом 6, в начале XX века здание перестроено), где проездом на Сахалин останавливался А. П. Чехов.
На углу с нынешней улицей Крылова (бывшей Монастырской) в домике-келье, построенном купцом С. Ф. Хромовым, проживал старец Фёдор Кузьмич.
д. 9 — здание бывшей Томской мужской гимназии.

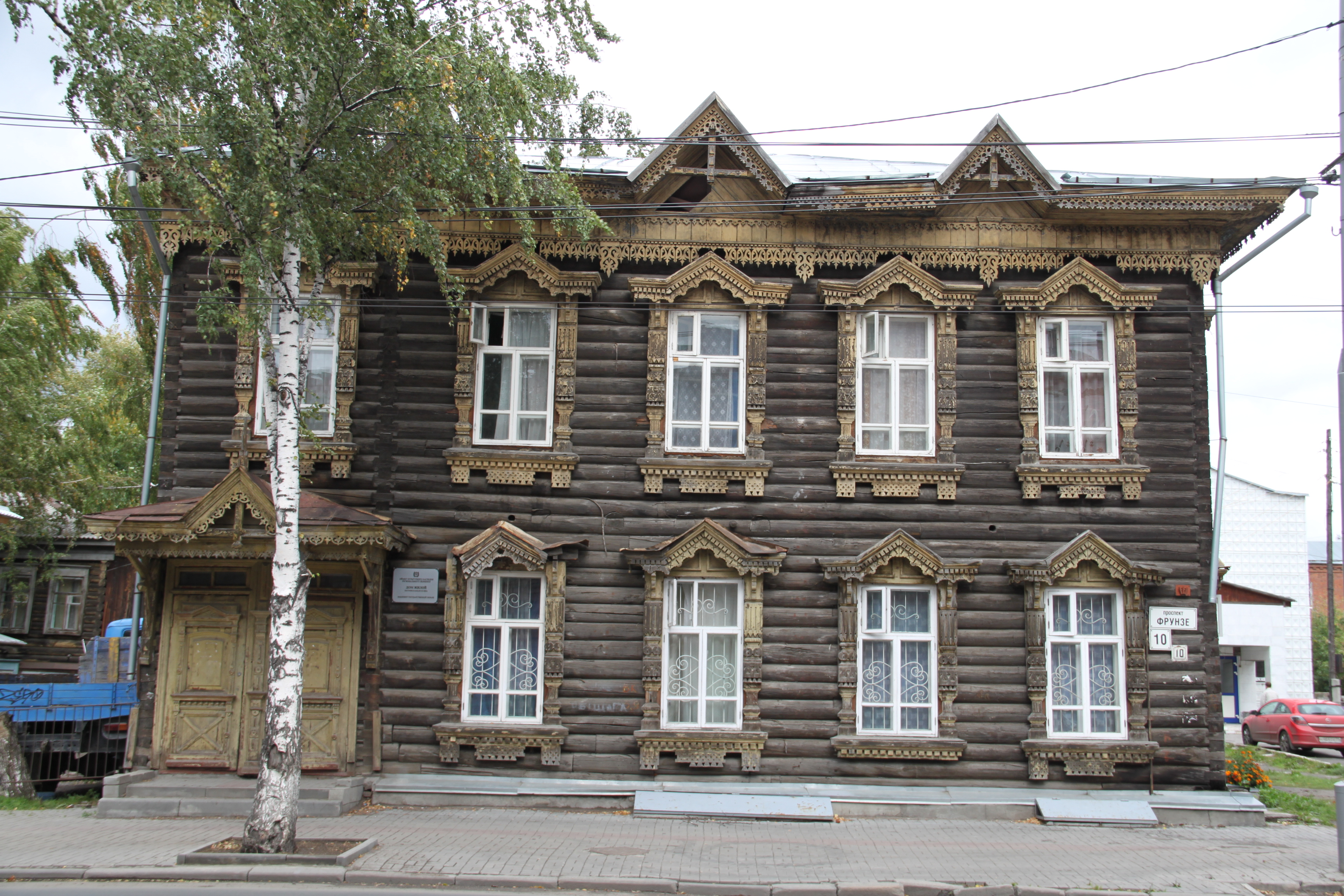
проспект Фрунзе, дом 10

На проспекте сохранился ряд памятников деревянной архитектуры (дом 10, дом 15 — солдатская синагога — архитектор А. И. Лангер).
У конца проспекта находится единственное, в настоящее (2024) время, в Томске троллейбусное депо.
У перекрёстка с Комсомольским проспектом расположен Фрунзенский рынок.
Недалеко от пересечения проспекта Фрунзе и улицы Льва Толстого находится ГРЭС-2.